# 헤테로큐물렌
헤테로큐물렌(영어: Heterocumulene)은 연속되는 원자들 사이에 적어도 3개의 이중 결합을 포함하는 분자 또는 이온으로, 이중 결합에 참여하는 있는 하나 이상의 원자가 헤테로 원자이다. 적어도 하나의 탄소가 헤테로 원자로 대체된다는 것을 제외하고는 큐물렌과 유사하다. 일부는 헤테로알렌이라고도 알려진, 연속적인 원자들 사이에 오직 두 개의 이중 결합을 가진 분자를 포함하도록 정의한다.